# Mamakass
I Mamakass sono un duo di produttori discografici, compositori, arrangiatori, polistrumentisti, tecnici del suono italiani composto da Fabio Dalè e Carlo Frigerio.
Hanno collaborato con vari artisti, tra cui Coma_Cose, Subsonica, Ghali, J-Ax, Baustelle, Mondo Marcio, Lo Stato Sociale, Willie Peyote, Raphael Gualazzi, Galeffi, Dargen D'Amico, Andrea Nardinocchi, Meg, Maurizio Carucci (Ex-Otago).
Si occupano del percorso creativo-produttivo dalla nascita alla finalizzazione delle opere musicali a cui lavorano e, oltre a comporre musica propria, si dedicano al sound design e film score.

## Storia
Fabio e Carlo si conoscono nel 2007 quando entrambi suonano nella band elettronica Smoking Presidents, con la quale collezionano esperienze importanti come l'apertura del concerto di Vasco Rossi allo stadio di Messina nel 2008.
Dopo lo scioglimento della band nel 2011, fondano i Mamakass (il cui nome è una storpiatura di Mama Cass, pseudonimo di Cass Elliot, cantante dei The Mamas & the Papas) e nel 2012 pubblicano per l'etichetta Metatron l'EP "Notte Scura" che contiene i 3 brani "Ipotesi", "Notte Scura" e "Sdruso", coscritti e cantati da Gianluca Gaiba, già voce degli Smoking Presidents.
In seguito alla pubblicazione dell'EP, iniziano le collaborazioni con altri artisti in qualità di produttori, compositori, polistrumentisti, arrangiatori, sound engineers.
Nel 2013 remixano il brano "Persi Insieme" di Andrea Nardinocchi e continuano la collaborazione con il cantante producendo l'album Supereroe, pubblicato da Universal Music Group nel 2015 e l'album La stessa emozione,pubblicato da iCompany/Artist First nel 2020.
Per Dargen D'Amico producono i brani "Amo Milano" e " La mia generazione" contenuti nell'album D'io pubblicato da Universal Music Group nel 2015 e nello stesso anno suonano con il rapper nel "D'Io Live tour".
Nel 2016 remixano il brano "Occhi d'oro" di Meg pubblicato da Multiformis/Artist First.
Dall'incontro con l'artista Edipo/Fausto Lama avvenuto nel 2016 nasce la collaborazione musicale che porterà alla nascita del progetto Coma_Cose di cui i Mamakass sono i produttori, co-compositori e polistrumentisti della quasi totalità dei brani pubblicati dal duo: "Cannibalismo", "Golgota", "Deserto" "Jugoslavia", "Anima Lattina"-"French Fries"-"Pakistan" (che compongono l'EP "Inverno Ticinese") pubblicati nel 2017 "Postconcerto", "Nudo Integrale" pubblicati nel 2018, l'album Hype Aura contenente i singoli Mancarsi, Granata, Via Gola, pubblicato da Asian Fake/Sony Music nel 2019. "Mancarsi" e "Postconcerto" sono certificati Disco d'Oro dalla Fimi.
Accompagnano Coma Cose suonando basso, chitarra, tastiere su alcuni palchi importanti: il 24 febbraio 2018 al festival MI AMI ORA presso il Fabrique (Milano), il 25 maggio 2018 al MI AMI Festival presso il Magnolia (Milano), il 27 maggio 2018 in apertura ai Phoenix presso La Gaîté Lyrique (Parigi), il 2 aprile 2019 come ospiti all'Alcatraz (Milano), il 15 aprile 2019 come ospiti all'Atlantico Live (Roma), il 6 settembre 2020 presso l'Arena di Verona all'interno della manifestazione "Heroes". Curano la direzione musicale dei tour live dei Coma Cose.
Dalla collaborazione col rapper J-Ax nasce il brano Timberland Pro di cui curano la produzione, pubblicato da Sony Music nel 2019.
Sempre nel 2019 collaborano al brano "Aurora Sogna" dei Subsonica insieme a Coma_Cose, contenuto nell'album Microchip temporale pubblicato da Sony Music.
Nel 2020 producono, partecipano alla composizione musicale, suonano e mixano l'album Settebello di Galeffi, contenente i singoli Cercasi amore, America, Dove non batte il sole, Settebello, pubblicato da Maciste Dischi/Polydor/Universal Music.
Dalla collaborazione con Raphael Gualazzi nascono i brani "Immobile Aurora", "Vai via", "Broken Bones" contenuti nell'album Ho un piano pubblicato da Sugar Music nel 2020, producendo, partecipando alla composizione musicale e mixando i suddetti brani.
Sempre nel 2020 collaborano con Ghali producendo, componendo la musica, suonando e mixando il brano "22:22" certificato Disco d'oro, contenuto nell'album DNA (certificato Disco di Platino dalla Fimi) pubblicato da Warner Music Italia.
Nel 2021 producono, partecipano alla composizione musicale, suonano e mixano i brani "Il giorno dopo (CAROTA #1) feat. Willie Peyote", "Colorado (CAROTA #2), "Mare di cartone (CAROTA #3)" contenuti in Carota (EP) de Lo Stato Sociale pubblicato da Garrincha Dischi/Universal Music Italia.
Producono, partecipano alla composizione musicale, suonano e mixano il brano Fiamme negli occhi (Asian Fake/Sony Music) di Coma Cose, con cui il duo partecipa al Festival di Sanremo 2021; firmano insieme a Vittorio Cosma l'orchestrazione e l'arrangiamento della versione eseguita dall'orchestra durante la gara.
Realizzano l'arrangiamento della versione de "Il mio canto libero" (Lucio Battisti) con cui i Coma_Cose si sono esibiti nella serata delle cover, durante la quale i Mamakass sono stati sul palco del Teatro Ariston suonando i sintetizzatori, come ospiti insieme ad Alberto Radius.
Producono, partecipano alla composizione musicale, suonano e mixano l'album Nostralgia, pubblicato il 16 aprile 2021 da Asian Fake/Sony Music; il brano Fiamme negli occhi viene certificato prima Disco d'oro poi Disco di platino e Doppio Disco di Platino da FIMI.
Accompagnano Coma Cose sul palco del Primo Maggio 2021 suonando basso, chitarra e sintetizzatori.
Partecipano al Nostralgia tour 2021 di Coma Cose suonando basso, synth e tastiere.
Producono, partecipano alla composizione musicale, suonano e mixano il brano "Sto bene" di Maurizio Carucci (frontman degli Ex-Otago) pubblicato come singolo il 17/11/2021 da INRI/Polydor Records/Universal Music Italia.
Producono, partecipano alla composizione musicale, suonano e mixano i brani "Planisfero", "Genova Anni 90" e "Ritorno al Passato" di Maurizio Carucci contenuti nell'album "Respiro" pubblicato il 01/04/2022 da INRI/Polydor Records/Universal Music Italia.
Accompagnano Coma Cose sul palco del Primo Maggio 2022 suonando basso, basso synth e tastiere.
Producono, partecipano alla composizione musicale, suonano e mixano il brano "Repubblica" di Bais pubblicato il 13/05/2022 da Sugar Music.
Producono, coscrivono la musica, suonano e mixano il brano "Chiamami" di Coma Cose pubblicato il 07/10/2022 da Asian fake/Sony Music Italia/Epic Records.
Producono, coscrivono la musica, suonano e mixano l'album "Un meraviglioso modo di salvarsi" di Coma Cose pubblicato il 04 novembre 2022 da Asian fake/Sony Music Italia/Epic Records
Producono, coscrivono la musica, suonano e mixano il brano "L'addio" di Coma Cose (pubblicato l'8 febbraio 2023 da Asian fake/Sony Music Italia/Epic Records), con cui il duo partecipa al Festival di Sanremo 2023 ; firmano insieme a Vittorio Cosma l'orchestrazione e l'arrangiamento della versione eseguita dall'orchestra durante la gara.
Realizzano l'arrangiamento della versione di Sarà perché ti amo (brano dei Ricchi e Poveri) con cui i Coma_Cose si sono esibiti nella serata delle cover cantando insieme ai Baustelle.
Producono, coscrivono la musica, suonano e mixano il brano "Agosto morsica" di Coma Cose pubblicato il 05 maggio 2023 da Asian fake/Sony Music Italia/Epic Records , presentato in anteprima durante il concerto il Concerto del Primo Maggio 2023 trasmesso da Rai 3 .
Partecipano a "Un Meraviglioso Modo di Incontrarsi" Club Tour   e Summer Tour 2023  di Coma Cose suonando basso, synth e tastiere e curando la direzione musicale.
Producono, coscrivono la musica, suonano e mixano il brano "Nirvana Van Gogh" di Galeffi pubblicato il 26 maggio 2023 da Capitol Records/Universal Music Italia.
Producono, coscrivono la musica, suonano e mixano il brano “Wild man singing” e coscrivono la musica del brano “You are my Africa” di Raphael Gualazzi contenuti nell'album Dreams pubblicato il 6 ottobre 2023 da CAM/Sugar Music/Decca Records.
Compongono le musiche e curano la direzione musicale dell'evento “Be Inspired” di presentazione dei XXV Giochi olimpici invernali e XIV Giochi paralimpici invernali, tenutosi il 03 novembre 2023 presso l'Allianz Cloud di Milano, esibendosi nella performance live ai sintetizzatori e basso; l'evento è stato trasmesso il 14 febbraio 2024 su Discovery+ e sul canale Nove.
Nei mesi di maggio-giugno-luglio 2024 partecipano a una residenza artistica ibrida musica-arti visive presso la Casa degli Artisti di Milano: insieme all'artista visuale Luca Di Maggio creano un racconto di musica e immagini che scaturisce in un percorso di ritorno alla primordialità verso la libertà ispirandosi alla natura: l'esperienza si conclude con una performance di restituzione finale. 
Coscrivono la musica del brano "Vino naturale" di Bais contenuto nel brano Radical Pop pubblicato l'11 aprile 2025 il da Sugar Music/Universal Music Italia. 
Producono, suonano e coscrivono la musica del brano "Sabbia" di Mondo Marcio contenuto nell'album "Credo" pubblicato il 25 aprile 2025 da Sony Music Italy/Columbia Records.

## Discografia
| Anno | Artista                              | Brano                                                     | Album                            | Etichetta                                             | Ruolo                                                                   |
| ---- | ------------------------------------ | --------------------------------------------------------- | -------------------------------- | ----------------------------------------------------- | ----------------------------------------------------------------------- |
| 2012 | Mamakass                             | Sdruso                                                    | Notte scura                      | Metatron                                              | produttori, compositori, autori, arrangiatori, polistrumentisti, fonici |
| 2012 | Mamakass                             | Notte scura                                               | Notte scura                      | Metatron                                              | produttori, compositori, autori, arrangiatori, polistrumentisti, fonici |
| 2012 | Mamakass                             | Sdruso                                                    | Notte scura                      | Metatron                                              | produttori, compositori, autori, arrangiatori, polistrumentisti, fonici |
| 2013 | Andrea Nardinocchi                   | Persi Insieme - Mamakass Remix                            | Persi Insieme [Remix]            | Giada Mesi                                            | produttori, compositori, arrangiatori, polistrumentisti, fonici         |
| 2014 | Dargen D'Amico                       | Amo Milano                                                | D'io                             | Giada Mesi/ Universal Music Italia                    | produttori, compositori, arrangiatori, polistrumentisti, fonici         |
| 2015 | Dargen D'Amico                       | La Mia Generazione                                        | D'io                             | Giada Mesi/ Universal Music Italia                    | produttori, compositori, arrangiatori, polistrumentisti, fonici         |
| 2015 | Andrea Nardinocchi                   | Ti Porto A Ballare Intro                                  | Supereroe                        | Giada Mesi/ Universal Music Italia                    | produttori, compositori, arrangiatori, polistrumentisti, fonici         |
| 2015 | Andrea Nardinocchi                   | Supereroe                                                 | Supereroe                        | Giada Mesi/ Universal Music Italia                    | produttori, compositori, arrangiatori, polistrumentisti, fonici         |
| 2015 | Andrea Nardinocchi                   | Come M.J.                                                 | Supereroe                        | Giada Mesi/ Universal Music Italia                    | produttori, compositori, arrangiatori, polistrumentisti, fonici         |
| 2015 | Andrea Nardinocchi                   | Hu! Eh!                                                   | Supereroe                        | Giada Mesi/ Universal Music Italia                    | produttori, compositori, arrangiatori, polistrumentisti, fonici         |
| 2015 | Andrea Nardinocchi                   | L'Unica Semplice                                          | Supereroe                        | Giada Mesi/ Universal Music Italia                    | produttori, compositori, arrangiatori, polistrumentisti, fonici         |
| 2015 | Andrea Nardinocchi                   | Coretti A Palla                                           | Supereroe                        | Giada Mesi/ Universal Music Italia                    | produttori, compositori, arrangiatori, polistrumentisti, fonici         |
| 2015 | Andrea Nardinocchi                   | Soli Mai                                                  | Supereroe                        | Giada Mesi/ Universal Music Italia                    | produttori, compositori, arrangiatori, polistrumentisti, fonici         |
| 2015 | Andrea Nardinocchi                   | Q.K.V.                                                    | Supereroe                        | Giada Mesi/ Universal Music Italia                    | produttori, compositori, arrangiatori, polistrumentisti, fonici         |
| 2015 | Andrea Nardinocchi                   | Eh No                                                     | Supereroe                        | Giada Mesi/ Universal Music Italia                    | produttori, compositori, arrangiatori, polistrumentisti, fonici         |
| 2015 | Andrea Nardinocchi                   | Spensierati Entrambi                                      | Supereroe                        | Giada Mesi/ Universal Music Italia                    | produttori, compositori, arrangiatori, polistrumentisti, fonici         |
| 2015 | Andrea Nardinocchi                   | Come Sei                                                  | Supereroe                        | Giada Mesi/ Universal Music Italia                    | produttori, compositori, arrangiatori, polistrumentisti, fonici         |
| 2015 | Andrea Nardinocchi                   | Goodbye Paranoia                                          | Supereroe                        | Giada Mesi/ Universal Music Italia                    | produttori, compositori, arrangiatori, polistrumentisti, fonici         |
| 2016 | Meg                                  | Occhi d'oro - Mamakass remix                              | Occhi d'oro [Remix]              | Multiformis/Artist First                              | produttori, compositori, arrangiatori, polistrumentisti, fonici         |
| 2017 | Coma_Cose                            | Cannibalismo                                              | Cannibalismo (singolo)           | Asian Fake/Believe                                    | produttori, compositori, arrangiatori, polistrumentisti, fonici         |
| 2017 | Coma_Cose                            | Golgota                                                   | Golgota (singolo)                | Asian Fake/Believe                                    | produttori, compositori, arrangiatori, polistrumentisti, fonici         |
| 2017 | Coma_Cose                            | Deserto                                                   | Deserto (singolo)                | Asian Fake/Believe                                    | produttori, compositori, arrangiatori, polistrumentisti, fonici         |
| 2017 | Coma_Cose                            | Jugoslavia                                                | Jugoslavia (singolo)             | Asian Fake/Believe                                    | produttori, compositori, arrangiatori, polistrumentisti, fonici         |
| 2017 | Coma_Cose                            | Anima Lattina                                             | Inverno Ticinese (EP)            | Asian Fake/Believe                                    | produttori, compositori, arrangiatori, polistrumentisti, fonici         |
| 2017 | Coma_Cose                            | French Fries                                              | Inverno Ticinese (EP)            | Asian Fake/Believe                                    | produttori, compositori, arrangiatori, polistrumentisti, fonici         |
| 2017 | Coma_Cose                            | Pakistan                                                  | Inverno Ticinese (EP)            | Asian Fake/Believe                                    | produttori, compositori, arrangiatori, polistrumentisti, fonici         |
| 2018 | Coma_Cose                            | Post concerto                                             | Post concerto (singolo)          | Asian Fake/Believe                                    | produttori, compositori, arrangiatori, polistrumentisti, fonici         |
| 2018 | Coma_Cose                            | Nudo integrale                                            | Nudo integrale (singolo)         | Asian Fake/Believe                                    | produttori, compositori, arrangiatori, polistrumentisti, fonici         |
| 2018 | Galeffi                              | Mai Natale                                                | Mai Natale (singolo)             | Maciste Dischi/Artist First                           | produttori, compositori, arrangiatori, polistrumentisti, fonici         |
| 2018 | Sylvia                               | Schianti                                                  | Estate                           | INRI                                                  | produttori, compositori, arrangiatori, polistrumentisti, fonici         |
| 2019 | Coma_Cose                            | Granata                                                   | Hype Aura                        | Asian Fake/Sony Music                                 | produttori, compositori, arrangiatori, polistrumentisti, fonici         |
| 2019 | Coma_Cose                            | Mancarsi                                                  | Hype Aura                        | Asian Fake/Sony Music                                 | produttori, compositori, arrangiatori, polistrumentisti, fonici         |
| 2019 | Coma_Cose                            | Beach Boys distorti                                       | Hype Aura                        | Asian Fake/Sony Music                                 | produttori, compositori, arrangiatori, polistrumentisti, fonici         |
| 2019 | Coma_Cose                            | Via Gola                                                  | Hype Aura                        | Asian Fake/Sony Music                                 | produttori, compositori, arrangiatori, polistrumentisti, fonici         |
| 2019 | Coma_Cose                            | A lametta                                                 | Hype Aura                        | Asian Fake/Sony Music                                 | produttori, compositori, arrangiatori, polistrumentisti, fonici         |
| 2019 | Coma_Cose                            | S. Sebastiano                                             | Hype Aura                        | Asian Fake/Sony Music                                 | produttori, compositori, arrangiatori, polistrumentisti, fonici         |
| 2019 | Coma_Cose                            | Mariachidi                                                | Hype Aura                        | Asian Fake/Sony Music                                 | produttori, compositori, arrangiatori, polistrumentisti, fonici         |
| 2019 | Coma_Cose                            | Squali                                                    | Hype Aura                        | Asian Fake/Sony Music                                 | produttori, compositori, arrangiatori, polistrumentisti, fonici         |
| 2019 | Coma_Cose                            | Intro                                                     | Hype Aura                        | Asian Fake/Sony Music                                 | produttori, compositori, arrangiatori, polistrumentisti, fonici         |
| 2019 | Voodoo Kid                           | Paranoia                                                  | Satisfation/Paranoia             | Carosello Records                                     | produttori, compositori, arrangiatori, polistrumentisti, fonici         |
| 2019 | Subsonica feat. Coma_Cose e Mamakass | Aurora sogna                                              | Microchip temporale              | Sony Music                                            | coproduttori, compositori, coarrangiatori, polistrumentisti             |
| 2020 | Andrea Nardinocchi                   | Tutto perfetto                                            | La stessa emozione               | iCompany/Artist First                                 | produttori, compositori, arrangiatori, polistrumentisti, fonici         |
| 2020 | Andrea Nardinocchi                   | Questa vita                                               | La stessa emozione               | iCompany/Artist First                                 | produttori, compositori, arrangiatori, polistrumentisti, fonici         |
| 2020 | Andrea Nardinocchi                   | Quando ti ho visto                                        | La stessa emozione               | iCompany/Artist First                                 | produttori, compositori, arrangiatori, polistrumentisti, fonici         |
| 2020 | Andrea Nardinocchi                   | Droga                                                     | La stessa emozione               | iCompany/Artist First                                 | produttori, compositori, arrangiatori, polistrumentisti, fonici         |
| 2020 | Andrea Nardinocchi                   | Ridicolo                                                  | La stessa emozione               | iCompany/Artist First                                 | produttori, compositori, arrangiatori, polistrumentisti, fonici         |
| 2020 | Andrea Nardinocchi                   | Sanremo Amore Scusa                                       | La stessa emozione               | iCompany/Artist First                                 | produttori, compositori, arrangiatori, polistrumentisti, fonici         |
| 2020 | Andrea Nardinocchi                   | La stessa emozione                                        | La stessa emozione               | iCompany/Artist First                                 | produttori, compositori, arrangiatori, polistrumentisti, fonici         |
| 2020 | Andrea Nardinocchi                   | Solo pensieri                                             | La stessa emozione               | iCompany/Artist First                                 | produttori, compositori, arrangiatori, polistrumentisti, fonici         |
| 2020 | Andrea Nardinocchi                   | Sono sicuro                                               | La stessa emozione               | iCompany/Artist First                                 | produttori, compositori, arrangiatori, polistrumentisti, fonici         |
| 2020 | Andrea Nardinocchi                   | Ti voglio bene                                            | La stessa emozione               | iCompany/Artist First                                 | produttori, compositori, arrangiatori, polistrumentisti, fonici         |
| 2020 | Galeffi                              | Settebello                                                | Settebello                       | Maciste Dischi/Polydor Records/Universal Music Italia | produttori, compositori, arrangiatori, polistrumentisti, fonici         |
| 2020 | Galeffi                              | Monolocale                                                | Settebello                       | Maciste Dischi/Polydor Records/Universal Music Italia | produttori, compositori, arrangiatori, polistrumentisti, fonici         |
| 2020 | Galeffi                              | America                                                   | Settebello                       | Maciste Dischi/Polydor Records/Universal Music Italia | produttori, compositori, arrangiatori, polistrumentisti, fonici         |
| 2020 | Galeffi                              | Dove non batte il sole                                    | Settebello                       | Maciste Dischi/Polydor Records/Universal Music Italia | produttori, compositori, arrangiatori, polistrumentisti, fonici         |
| 2020 | Galeffi                              | Grattacielo                                               | Settebello                       | Maciste Dischi/Polydor Records/Universal Music Italia | produttori, compositori, arrangiatori, polistrumentisti, fonici         |
| 2020 | Galeffi                              | Quasi quasi                                               | Settebello                       | Maciste Dischi/Polydor Records/Universal Music Italia | produttori, compositori, arrangiatori, polistrumentisti, fonici         |
| 2020 | Galeffi                              | Tre metri sotto terra                                     | Settebello                       | Maciste Dischi/Polydor Records/Universal Music Italia | produttori, compositori, arrangiatori, polistrumentisti, fonici         |
| 2020 | Galeffi                              | Cercasi amore                                             | Settebello                       | Maciste Dischi/Polydor Records/Universal Music Italia | produttori, compositori, arrangiatori, polistrumentisti, fonici         |
| 2020 | Galeffi                              | Gas                                                       | Settebello                       | Maciste Dischi/Polydor Records/Universal Music Italia | produttori, compositori, arrangiatori, polistrumentisti, fonici         |
| 2020 | Galeffi                              | Bacio illimitato                                          | Settebello                       | Maciste Dischi/Polydor Records/Universal Music Italia | produttori, compositori, arrangiatori, polistrumentisti, fonici         |
| 2020 | Raphael Gualazzi                     | Immobile aurora                                           | Ho un piano                      | Sugar Music                                           | produttori, compositori, arrangiatori, polistrumentisti, fonici         |
| 2020 | Raphael Gualazzi                     | Vai via                                                   | Ho un piano                      | Sugar Music                                           | produttori, compositori, arrangiatori, polistrumentisti, fonici         |
| 2020 | Raphael Gualazzi                     | Broken Bones                                              | Ho un piano                      | Sugar Music                                           | produttori, compositori, arrangiatori, polistrumentisti, fonici         |
| 2020 | Raphael Gualazzi                     | La libertà                                                | Ho un piano                      | Sugar Music                                           | produttori, arrangiatori, polistrumentisti, fonici                      |
| 2020 | Ghali                                | 22:22                                                     | DNA                              | Warner Music Italy                                    | produttori, compositori, arrangiatori, polistrumentisti, fonici         |
| 2020 | Golpe                                | L'ultimo dei miei cani                                    | L'ultimo dei miei cani (singolo) | Sony Music                                            | produttori, arrangiatori, polistrumentisti, fonici                      |
| 2020 | Voodoo Kid                           | requiem                                                   | amor, requiem                    | Carosello Records                                     | produttori, compositori, arrangiatori, polistrumentisti, fonici         |
| 2021 | Lo Stato Sociale                     | Il giorno dopo (CAROTA #1) feat. Willie Peyote e Mamakass | Carota                           | Garrincha Dischi/Universal Music Italia               | produttori, arrangiatori, polistrumentisti, fonici                      |
| 2021 | Lo Stato Sociale                     | Colorado (CAROTA #2) feat. Mamakass                       | Carota                           | Garrincha Dischi/Universal Music Italia               | produttori, arrangiatori, polistrumentisti, fonici                      |
| 2021 | Lo Stato Sociale                     | Mare di cartone (CAROTA #3) feat. Mamakass                | Carota                           | Garrincha Dischi/Universal Music Italia               | produttori, compositori, arrangiatori, polistrumentisti, fonici         |
| 2021 | Coma_Cose                            | Fiamme negli occhi                                        | Nostralgia                       | Asian Fake/Sony Music                                 | produttori, compositori, arrangiatori, polistrumentisti, fonici         |
| 2021 | Coma_Cose                            | La canzone dei lupi                                       | Nostralgia                       | Asian Fake/Sony Music                                 | produttori, compositori, arrangiatori, polistrumentisti, fonici         |
| 2021 | Coma_Cose                            | Mille tempeste                                            | Nostralgia                       | Asian Fake/Sony Music                                 | produttori, compositori, arrangiatori, polistrumentisti, fonici         |
| 2021 | Coma_Cose                            | Discoteche abbandonate                                    | Nostralgia                       | Asian Fake/Sony Music                                 | produttori, compositori, arrangiatori, polistrumentisti, fonici         |
| 2021 | Coma_Cose                            | Novantasei                                                | Nostralgia                       | Asian Fake/Sony Music                                 | produttori, compositori, arrangiatori, polistrumentisti, fonici         |
| 2021 | Coma_Cose                            | Zombie al Carrefour                                       | Nostralgia                       | Asian Fake/Sony Music                                 | produttori, compositori, arrangiatori, polistrumentisti, fonici         |
| 2021 | Coma_Cose                            | Outro (skit)                                              | Nostralgia                       | Asian Fake/Sony Music                                 | produttori, compositori, arrangiatori, polistrumentisti, fonici         |
| 2021 | Maurizio Carucci (Ex-Otago)          | Sto bene                                                  | Sto bene (singolo)               | INRI/Polydor Records/Universal Music Italia           | produttori, compositori, arrangiatori, polistrumentisti, fonici         |
| 2022 | Maurizio Carucci (Ex-Otago)          | Planisfero                                                | Respiro                          | INRI/Polydor Records/Universal Music Italia           | produttori, compositori, arrangiatori, polistrumentisti, fonici         |
| 2022 | Maurizio Carucci (Ex-Otago)          | Genova anni 90                                            | Respiro                          | INRI/Polydor Records/Universal Music Italia           | produttori, compositori, arrangiatori, polistrumentisti, fonici         |
| 2022 | Maurizio Carucci (Ex-Otago)          | Ritorno al passato                                        | Respiro                          | INRI/Polydor Records/Universal Music Italia           | produttori, compositori, arrangiatori, polistrumentisti, fonici         |
| 2022 | Bais                                 | Repubblica                                                | Diviso due                       | Sugar Music                                           | produttori, compositori, arrangiatori, polistrumentisti, fonici         |
| 2022 | Coma Cose                            | Oltre gli alberi - skit                                   | Un meraviglioso modo di salvarsi | Asian fake/Sony Music Italia/Epic Records             | produttori, compositori, arrangiatori, polistrumentisti, fonici         |
| 2022 | Coma Cose                            | Chiamami                                                  | Un meraviglioso modo di salvarsi | Asian fake/Sony Music Italia/Epic Records             | produttori, compositori, arrangiatori, polistrumentisti, fonici         |
| 2022 | Coma Cose                            | Odio i motori                                             | Un meraviglioso modo di salvarsi | Asian fake/Sony Music Italia/Epic Records             | produttori, compositori, arrangiatori, polistrumentisti, fonici         |
| 2022 | Coma Cose                            | Transistor                                                | Un meraviglioso modo di salvarsi | Asian fake/Sony Music Italia/Epic Records             | produttori, compositori, arrangiatori, polistrumentisti, fonici         |
| 2022 | Coma Cose                            | La resistenza                                             | Un meraviglioso modo di salvarsi | Asian fake/Sony Music Italia/Epic Records             | produttori, compositori, arrangiatori, polistrumentisti, fonici         |
| 2022 | Coma Cose                            | Foschia                                                   | Un meraviglioso modo di salvarsi | Asian fake/Sony Music Italia/Epic Records             | produttori, compositori, arrangiatori, polistrumentisti, fonici         |
| 2022 | Coma Cose                            | Rumore sociale - skit                                     | Un meraviglioso modo di salvarsi | Asian fake/Sony Music Italia/Epic Records             | produttori, compositori, arrangiatori, polistrumentisti, fonici         |
| 2022 | Coma Cose                            | Napster                                                   | Un meraviglioso modo di salvarsi | Asian fake/Sony Music Italia/Epic Records             | produttori, compositori, arrangiatori, polistrumentisti, fonici         |
| 2022 | Coma Cose                            | Calma workout                                             | Un meraviglioso modo di salvarsi | Asian fake/Sony Music Italia/Epic Records             | produttori, compositori, arrangiatori, polistrumentisti, fonici         |
| 2022 | Coma Cose                            | Sto mettendo ordine                                       | Un meraviglioso modo di salvarsi | Asian fake/Sony Music Italia/Epic Records             | produttori, compositori, arrangiatori, polistrumentisti, fonici         |
| 2022 | Coma Cose                            | Maldinoia                                                 | Un meraviglioso modo di salvarsi | Asian fake/Sony Music Italia/Epic Records             | produttori, compositori, arrangiatori, polistrumentisti, fonici         |
| 2022 | Coma Cose                            | Giorni opachi                                             | Un meraviglioso modo di salvarsi | Asian fake/Sony Music Italia/Epic Records             | produttori, compositori, arrangiatori, polistrumentisti, fonici         |
| 2022 | Coma Cose                            | Sei di vetro                                              | Un meraviglioso modo di salvarsi | Asian fake/Sony Music Italia/Epic Records             | produttori, compositori, arrangiatori, polistrumentisti, fonici         |
| 2022 | Coma Cose                            | Epilogo - skit                                            | Un meraviglioso modo di salvarsi | Asian fake/Sony Music Italia/Epic Records             | produttori, compositori, arrangiatori, polistrumentisti, fonici         |
| 2023 | Coma Cose                            | L'addio                                                   | Un meraviglioso modo di salvarsi | Asian fake/Sony Music Italia/Epic Records             | produttori, compositori, arrangiatori, polistrumentisti, fonici         |
| 2023 | Coma Cose                            | Agosto morsica                                            | Agosto morsica (singolo)         | Asian fake/Sony Music Italia/Epic Records             | produttori, compositori, arrangiatori, polistrumentisti, fonici         |
| 2023 | Galeffi                              | Nirvana Van Gogh                                          | Nirvana Van Gogh (singolo)       | Capitol Records/Universal Music Italia                | produttori, compositori, arrangiatori, polistrumentisti, fonici         |
| 2023 | Raphael Gualazzi                     | Wild man singing                                          | Dreams                           | CAM/Sugar Music/Decca Records                         | produttori, compositori, arrangiatori, polistrumentisti, fonici         |
| 2023 | Raphael Gualazzi                     | You are my Africa                                         | Dreams                           | CAM/Sugar Music/Decca Records                         | compositori                                                             |
| 2023 | Articolo 31 feat. Coma_Cose          | Una cosa bene                                             | Una cosa bene (singolo)          | Columbia/Sony Music                                   | coproduttori                                                            |
| 2025 | Mondo Marcio                         | Sabbia                                                    | Credo                            | Columbia/Sony Music Italia                            | produttori, compositori, arrangiatori, polistrumentisti                 |
| 2025 | Bais                                 | Vino Naturale                                             | Radical Pop                      | Sugar Music                                           | compositori                                                             |